# Strakka Racing

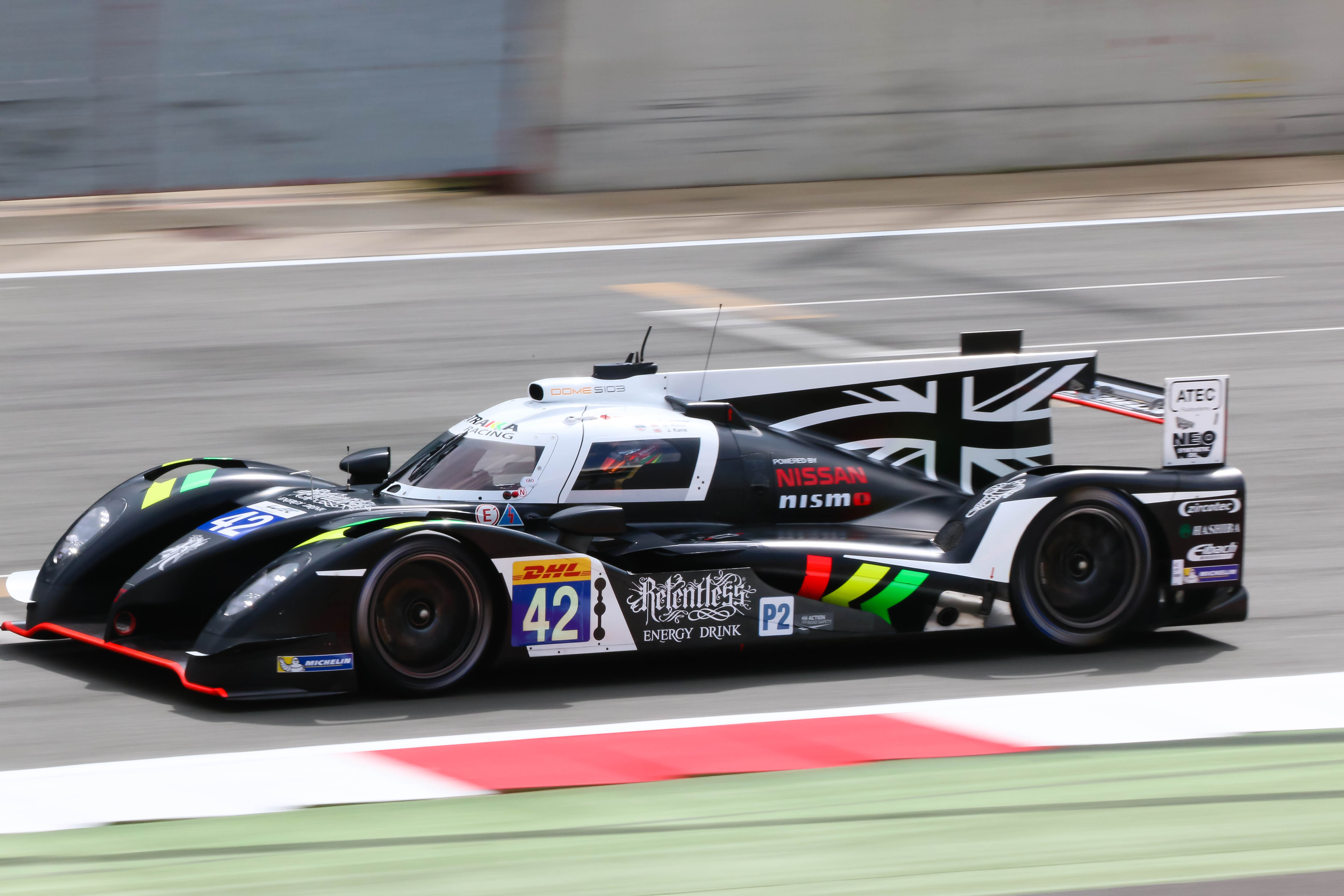
Dome de Strakka Racing de 2015.

Strakka Racing es un equipo de automovilismo británico fundado por Nick Leventis. El equipo se convirtió en el primero en tener una pole y victoria total en las Le Mans Series con un LMP2 en los 1000 km de Hungaroring del 2010.
Fundado el 2007, inicialmente para correr en carreras de GT en la Britcar series usando un  BMW M3 GTR exoficial con Leventis y Peter Hardman como pilotos. El 2008 entraron a la Le Mans series con un Aston Martin DBR1 en la clase GT1, debutaron en los 1000 km de Spa-Francorchamps donde terminaron 4.º en su clase y 24th general. También corrieron en las 24 Horas de Le Mans con ayuda de Vitaphone Racing, dado que estos no les permitieron correr su Maserati MC12 por no superar las normas de la ACO. Leventis y Hardman fueron acompañados por Alexandre Negrão. El auto lo retiraron después de 82 vueltas.
El 2009 se vio a Strakka competir en toda la temporada de la Le Mans Series reemplazando el Aston Martin por un Ginetta-Zitek GZ09S para competir en LMP1. Ficharon a Danny Watts para acompañar a Leventis y Hardman. En la primera fecha en los 1000 km de Cataluña tomaron la pole position siendo medio segundo más rápido que el nuevo prototipo de Aston Martin. Tras una mala salida de Hardman fueron superados con facilidad por los Aston Martin, ellos terminaron quinto en la general como en su clase. Compitieron otra vez en Le Mans donde terminaron 21 en la general y 14.º en su clase.
El 2010 se enfocaron en las Le Mans Series con un HPD ARX-01C el cual es una versión actualizada del LMP2 de Acura el cual conoció el éxito en la American Le Mans Series. Peter Hardman sale del equipo pero fichan a Johnny Kane para la primera fecha en las 8 horas de Le Castellet. Ellos se llevaron la pole y la victoria en LMP2. Consiguieron la 2.ª pole consecutiva pero un fallo en la transmisión durante la carrera lo forzaron a retirarse. En Le Mans aseguraron la pole position en LMP2 por delante de Highcroft Racing con el mismo auto que ellos desarrollaron durante 3 años. La alineación de Watts, Kane y Leventis completaron 368 vueltas y se llevaron la victoria en LMP2 como también el quinto lugar general. Otra vez se llevaron la pole position en los 1000 km de Algarve pero problemas en la transmisión hicieron detener el auto. En los 1000 km de Hungaroring, los LMP2 fueron muy rápidos en las prácticas y en las clasificaciones donde Watts tomo la pole general, siendo la primera vez que un LMP2 lo logra. La potencia de los LMP1 se notó en la salida, especialmente en el Peugeot 908 por Oreca. Sin embargo, durante la carrera el Peugeot de Oreca sufrió problemas técnicos y los Rebellion se salieron. Strakka sobrepaso el Peugeot de Oreca que estaba en los pits y consiguió la victoria general, siendo la primera vez que un LMP2 lo consigue en la historia de las LMS.

## Enlaces
- Wikimedia Commons alberga una categoría multimedia sobre Strakka Racing.
- Página oficial

- Datos: Q3500017
- Multimedia: Strakka Racing / Q3500017